# 日本施設協会
株式会社日本施設協会（にほんしせつきょうかい・NSK）とは、福岡県北九州市にある、図書館、体育館等の公共施設の維持管理を行う（主に指定管理者受託を目的としている）会社である。

## 沿革
- 2004年7月 株式会社北九州施設協会として設立。
- 2006年1月 現社名に変更、本店を北九州市小倉北区竪町から現在地に移転。

## 事業内容
- 図書館、体育館等の公共施設の維持管理及び委託業務・不動産の管理、運営及びその委託業務
- 人材の育成、能力開発、技術向上に関する教育業務
- 企業経営に関するコンサルティング業務
- 事務処理及び各種産業上の業務処理の請負